# Prosopantrum magellanicum
Prosopantrum magellanicum är en tvåvingeart som först beskrevs av Edwards 1933.  Prosopantrum magellanicum ingår i släktet Prosopantrum och familjen myllflugor. Inga underarter finns listade i Catalogue of Life.